# Cloniatarphes carunalis
Cloniatarphes carunalis là một loài bướm đêm trong họ Noctuidae.